# Stealing Cars
Pour plus de détails, voir Fiche technique et Distribution.
Stealing Cars est un film dramatique américain de Bradley Kaplan, sorti en 2015.

## Synopsis
Un jeune voleur de voitures passe de juge en juge.

## Fiche technique
- Titre original : Stealing Cars
- Réalisation : Bradley Kaplan
- Scénario : Will Aldis et Steve Mackall
- Direction artistique : Paul Avery
- Décors : Lisa Myers
- Costumes : Deirdra Elizabeth Govan
- Montage :
- Musique :
- Photographie :
- Son :
- Production : Dan Keston et Rachel Winter
- Sociétés de production : Leverage Management et Two Ton Films
- Sociétés de distribution :
- Budget :
- Pays d’origine :  États-Unis
- Langue originale : anglais
- Format : couleur - 2,35:1 - son Dolby numérique
- Genre : Film dramatique
- Durée :
- Dates de sortie :
  -  États-Unis : 13 juin 2015 (Festival du film de Los Angeles)

## Distribution
- William H. Macy : Philip Wyatt
- John Leguizamo : Montgomery De La Cruz
- Emory Cohen : Billy Wyatt
- Felicity Huffman : Kimberly Wyatt
- Mike Epps : le shérif Emmit Till
- Paul Sparks : Conrad Sean Lewis
- Heather Lind : l'infirmière Tina Simms